# 11408 Zahradník
11408 Zahradník è un asteroide della fascia principale. Scoperto nel 1999, presenta un'orbita caratterizzata da un semiasse maggiore pari a 3,1719353 au e da un'eccentricità di 0,1329778, inclinata di 0,78303° rispetto all'eclittica.
L'asteroide è dedicato al chimico ceco Rudolf Zahradník.